# Ermita de la Virgen de la Fuente (Castellfort)

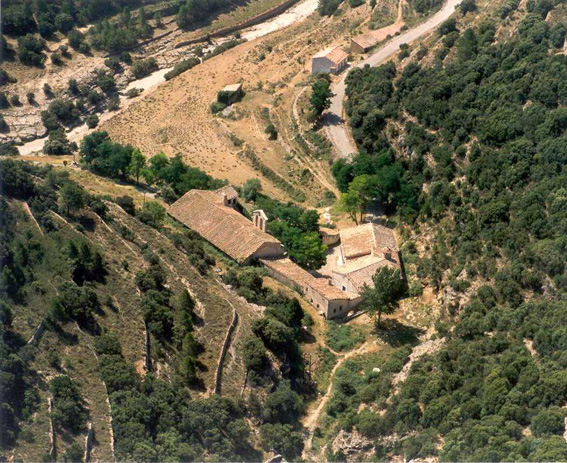
Ermita de la Virgen de la Fuente.

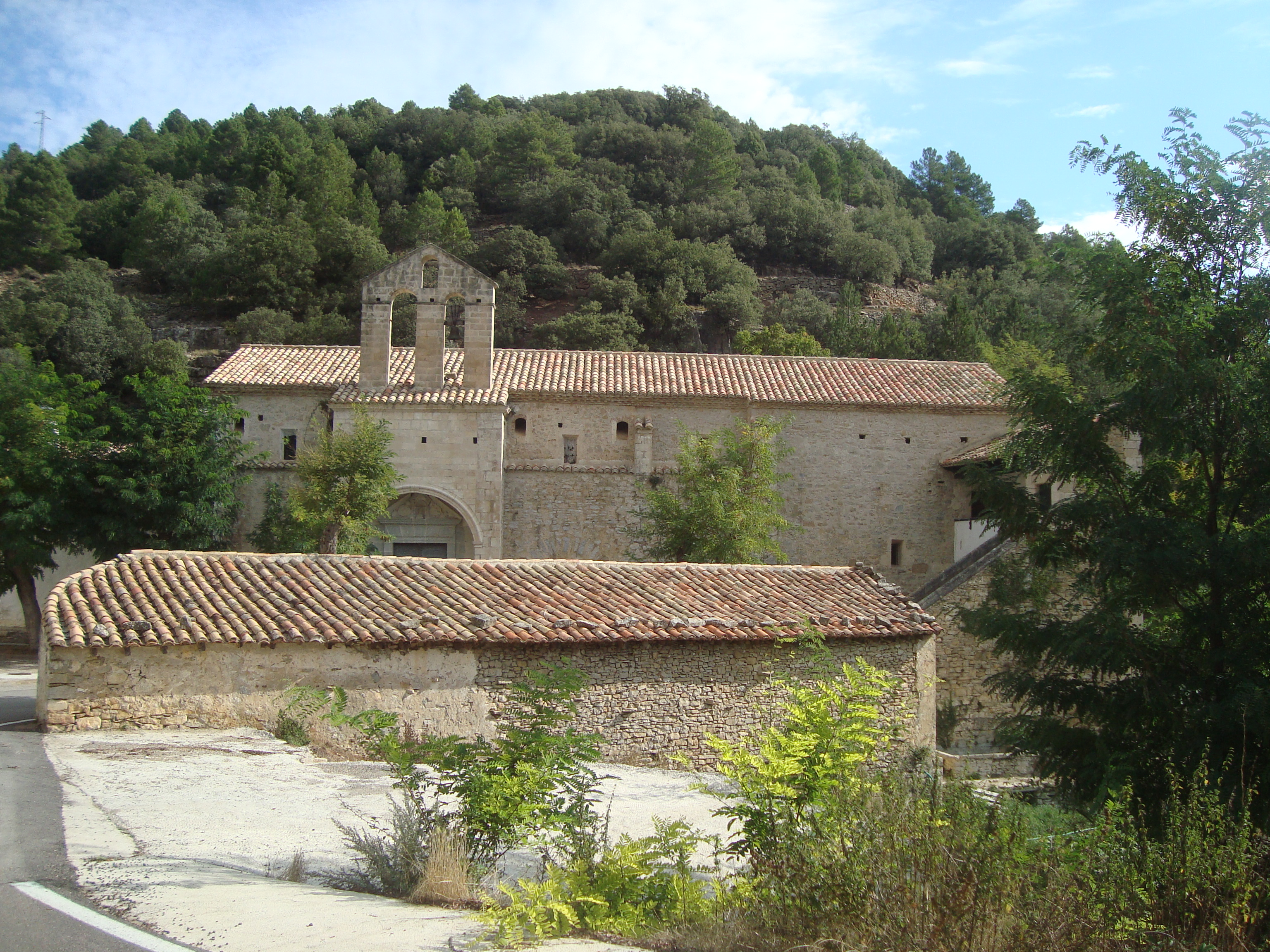
Ermita de la Virgen de la Fuente, Castellfort (Castellón)

La ermita de la Virgen de la Fuente situada en el término municipal de Castellfort (Provincia de Castellón, España) en la carretera de Castellfort a Ares es un edificio religioso construido entre los siglos XVI y XVII de estilo barroco.

## Descripción
El ermitorio de la Virgen de la Fuente, situado a 4 kilómetros de la población es uno de los ejemplos más significativos de la provincia. En él se siguen realizando romerías iniciadas en el siglo XV con motivo de diferentes milagros.
El conjunto, dispuesto de forma triangular está formado por la iglesia, la hospedería, la cofradía y un porche. La construcción del conjunto abarca desde el siglo XVI al XVII y la traza fue dada por Joan Sol y los maestros de obras fueron Antoni Brell y Esteve Ganaut.
La iglesia se sitúa junto a una cueva en la que existe un manantial natural donde, según la tradición, se encontró la Virgen. La capilla, en la que se encuentra la Virgen, fue construida en 1502 y está cubierta con bóveda de crucería estrellada con claves decoradas con medallones renacentistas. La iglesia es de una sola nave dividida en tres tramos cubiertos con bóveda de cañón con lunetos, la capilla mayor cubre con bóveda de crucería y presenta ábside poligonal.
El acceso a la iglesia es por el lado de la epístola. Sobre la portada de acceso se construyó en el siglo XVII un cuerpo realizado en sillería rematado por una espadaña.
La hospedería, en forma de “L”, se compone de dos cuerpos desarrollados en dos plantas. El primero, anexo a la iglesia, engloba la gruta y una edificación con dos salas en la planta baja y habitaciones en la superior. Está construido con muros de mampostería. El segundo cuerpo está compuesto por dos edificaciones, una con estancias y el segundo es el edificio de la Cofradía, en el que se encuentra la Sala Pintada.

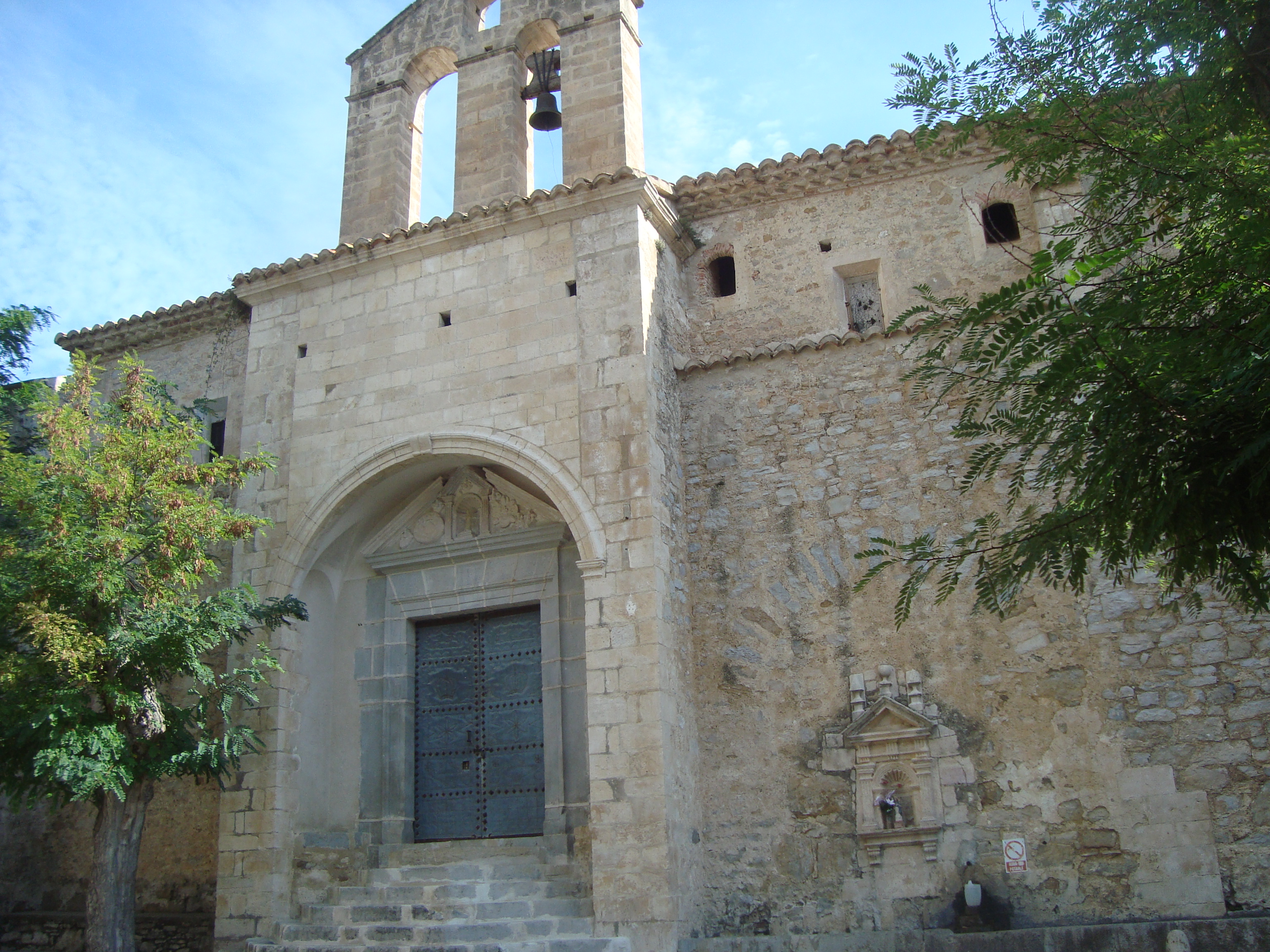
Ermita de la Virgen de la Fuente (Castellfort)

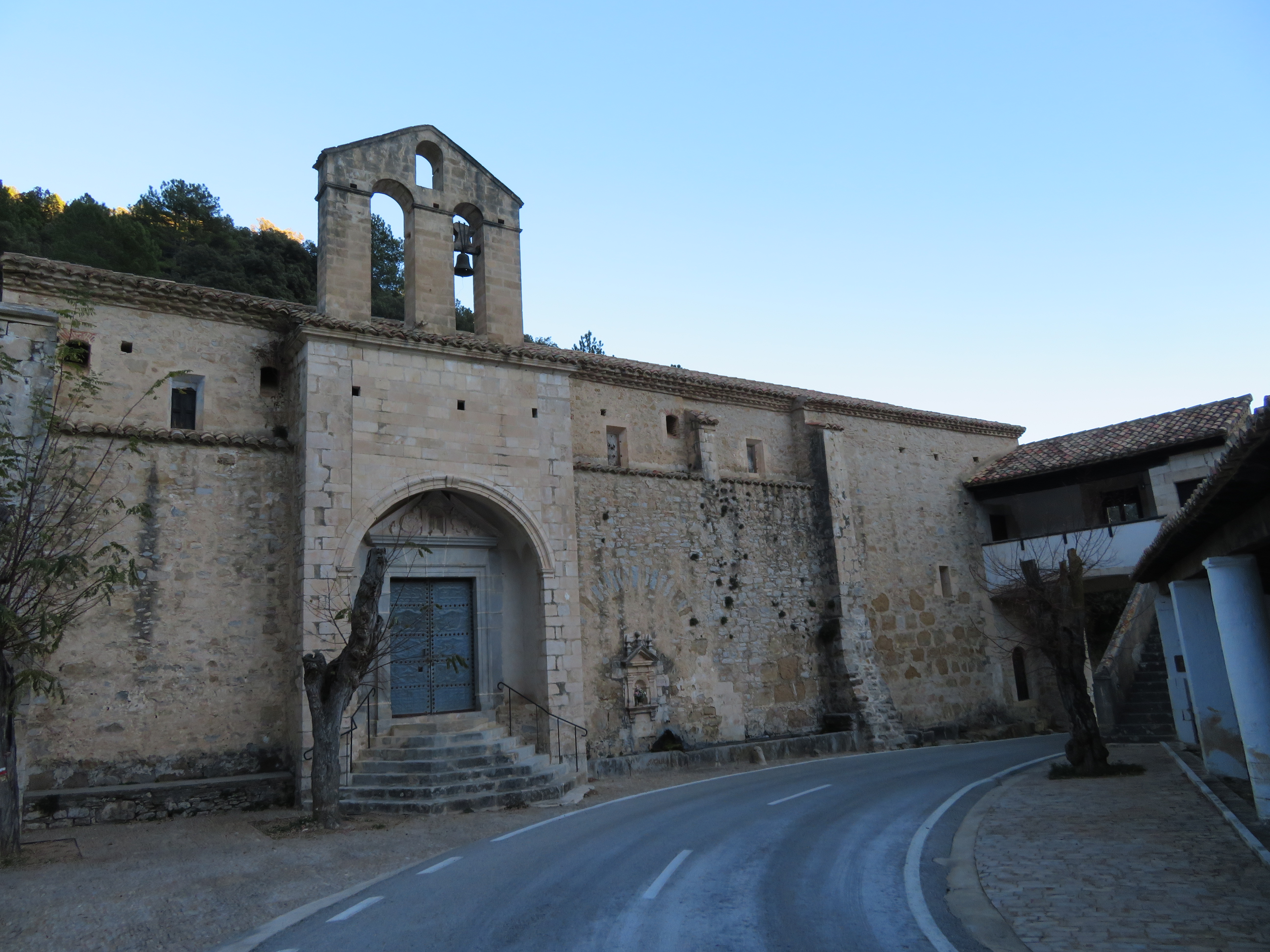
Ermitorio de la Virgen de la Fuente (Castellfort).

El último cuerpo de edificación, levantado a mediados del siglo XIX, es un porche adintelado y abierto a la plaza para caballerizas en los días de peregrinación.